# Springville, Alabama
Springville là một thành phố thuộc quận St. Clair, tiểu bang Alabama, Hoa Kỳ. Dân số năm 2009 là 3731 người, mật độ đạt 162 người/km².